# 蔡斯 (阿拉斯加州)
蔡斯（英語：Chase）是位於美國阿拉斯加州馬塔努斯卡-蘇西特納自治市鎮的一個非建制地區和人口普查指定地區。根據2020年美國人口普查，該地人口為19人，而該地的面積約為242.20平方千米。

## 地理
蔡斯的座標為62°25′20″N 150°04′39″W / 62.42222°N 150.07750°W，而該地的平均海拔高度為166米（即545英尺）。